# Artur Cederborgh

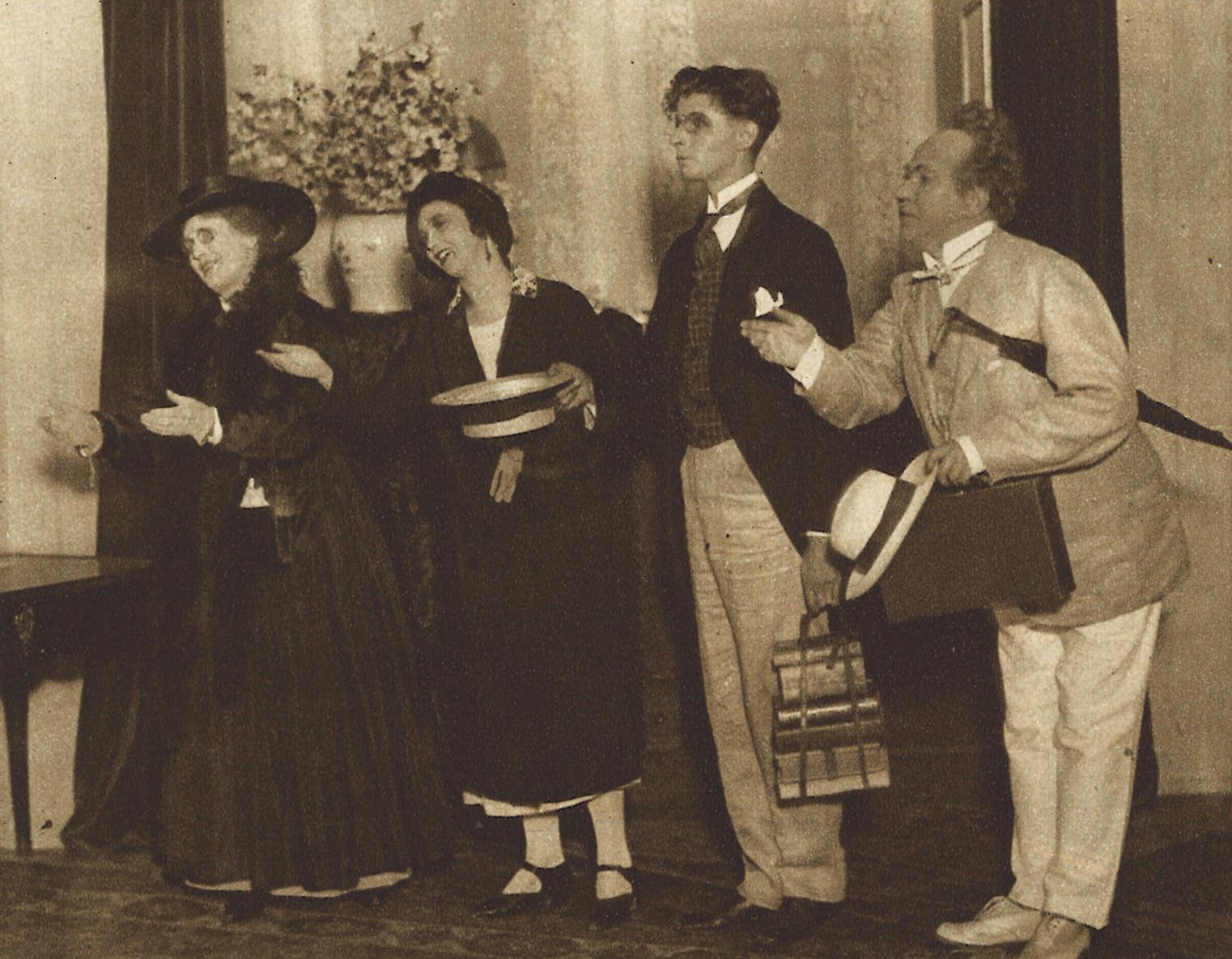
Artur Cederborgh (längst till höger) i lustspelet Alarmklockan på Vasateatern 1925. De övriga skådespelarna är Constance Byström, Inga Tidblad och Ragnar Billberg.

Artur Lorentz Cederborgh, född 30 december 1885 i Stockholm, död 15 april 1961 i Oscars församling på samma ort, var en svensk skådespelare, en av de mest anlitade birollsskådespelarna i den svenska filmen från 1920-talet och framåt.

## Biografi
Cederborgh genomgick femklassigt läroverk, bedrev teaterstudier för Konstantin Axelsson och Lina Sandell, var engagerad som skådespelare vid Svenska teatern, Oscarsteatern och Kungliga Dramatiska Teatern med flera. 
Han scendebuterade 1905 och lär ha filmdebuterat redan 1913, totalt blev det bortåt 80 filmroller. 
Cederborghs stora kroppshydda och myndiga stämma gjorde honom till en mycket använd birollsskådespelare i facket "myndiga gubbar", särskilt sådana lite högre upp på samhällsstegen, som storbönder, grosshandlare, direktörer och poliser.
Han var från 1912 gift med skådespelaren Maja Sjöberg, med vilken han fick barnen Björn Arthur, född 1912, och Sven Sune, född 1913.
Cederborgh var medlem av Svenska Teaterförbundet och 1885 års män. Han är begravd på Norra begravningsplatsen utanför Stockholm.

## Filmografi
Enligt Svensk Filmdatabas. Kortfilmer, reklamfilmer och dylikt ej medtagna.
- 1919 – Ingmarssönerna
- 1919 – Hemsöborna
- 1919 – Synnöve Solbakken
- 1921 – Kvarnen
- 1925 – Karl XII del II
- 1925 – En afton hos Gustaf III på Stockholms slott
- 1926 – Fänrik Ståls sägner-del I
- 1928 – Gustaf Wasa del II
- 1929 – Rågens rike
- 1930 – Ulla, min Ulla
- 1931 – Trötte Teodor
- 1931 – Flickan från Värmland
- 1931 – Falska miljonären
- 1932 – Svarta rosor
- 1932 – Värmlänningarna
- 1932 – Lyckans gullgossar
- 1934 – Fasters millioner
- 1934 – Atlantäventyret
- 1934 – Arbete!
- 1934 – Anderssonskans Kalle
- 1935 – Smålänningar
- 1935 – Munkbrogreven
- 1935 – Kärlek efter noter
- 1935 – Grabbarna i 57:an
- 1935 – Ebberöds bank
- 1936 – Kvartetten som sprängdes
- 1936 – 65, 66 och jag
- 1937 – Sara lär sig folkvett
- 1937 – Mamma gifter sig
- 1937 – Adolf Armstarke
- 1938 – Styrman Karlssons flammor
- 1938 – Herr Husassistenten
- 1938 – Adolf klarar skivan
- 1939 – Vi på Solgläntan
- 1939 – Rena rama sanningen
- 1939 – Mot nya tider
- 1939 – Filmen om Emelie Högqvist
- 1939 – Åh, en så'n grabb
- 1939 – Adolf i eld och lågor
- 1940 – Snurriga familjen
- 1940 – Beredskapspojkar
- 1940 – Lillebror och jag
- 1940 – Åh, en så'n advokat
- 1941 – Spökreportern
- 1941 – Så tuktas en äkta man
- 1941 – Nygifta
- 1941 – Lasse-Maja
- 1941 – Fröken Kyrkråtta
- 1941 – Bara en kvinna
- 1942 – Ta hand om Ulla
- 1942 – Sol över Klara
- 1942 – Rospiggar
- 1942 – Rid i natt!
- 1942 – En äventyrare
- 1942 – Doktor Glas
- 1943 – I mörkaste Småland
- 1943 – I brist på bevis
- 1943 – Hon trodde det var han
- 1943 – Herre med portfölj
- 1943 – Elvira Madigan
- 1943 – Brödernas kvinna
- 1943 – Aktören
- 1944 – Den heliga lögnen
- 1944 – Vår Herre luggar Johansson
- 1944 – Mitt folk är icke ditt
- 1944 – Snöstormen
- 1944 – Skogen är vår arvedel
- 1944 – Fia Jansson från Söder
- 1944 – Den heliga lögnen
- 1945 – Rosen på Tistelön
- 1945 – Jagad
- 1946 – Åsa-Hanna
- 1946 – Hotell Kåkbrinken
- 1947 – Dynamit
- 1947 – Kvarterets olycksfågel
- 1947 – Försummad av sin fru
- 1947 – Tösen från Stormyrtorpet
- 1948 – Vart hjärta har sin saga
- 1948 – På dessa skuldror
- 1949 – Sven Tusan
- 1949 – Människors rike
- 1951 – Av skadan blir man vis
- 1952 – Kronans glada gossar
- 1954 – Herr Arnes penningar
- 1955 – Giftas
- 1955 – Hemsöborna
- 1955 – Janne Vängman och den stora kometen
- 1957 – Prästen i Uddarbo

## Teater

### Roller (ej komplett)
| År   | Roll                                     | Produktion                                                               | Regi                         | Teater                                  |
| ---- | ---------------------------------------- | ------------------------------------------------------------------------ | ---------------------------- | --------------------------------------- |
| 1911 | Walters                                  | Den starkaste Clyde Fitch                                                | Gunnar Klintberg             | Svenska teatern, Stockholm              |
| 1915 | Hofmästaren Liktonrsoperatören           | Lycko-Pers resa August Strindberg                                        | Gunnar Klintberg             | Svenska teatern, Stockholm              |
| 1916 | Kellerman                                | Gamla Heidelberg (Alt-Heidelberg) Wilhelm Meyer-Förster                  |                              | Svenska teatern, Stockholm              |
| 1917 |                                          | Kring drottningen Brita von Horn                                         | Gunnar Klintberg             | Svenska teatern, Stockholm              |
| 1919 | Gregorio                                 | Romeo och Julia (The Tragedy of Romeo and Juliet) William Shakespeare    | Gunnar Klintberg             | Svenska teatern, Stockholm              |
| 1921 |                                          | Äkta makar Peter Egge                                                    | Torsten Hammarén             | Svenska teatern, Stockholm              |
| 1922 | Anders Persson på Rankhyttan             | Gustav Vasa August Strindberg                                            | Gunnar Klintberg             | Svenska teatern, Stockholm              |
| 1923 | Bonnet, konsthandlare                    | Lilla modellen Rudolf Eger                                               | Gunnar Klintberg             | Svenska teatern, Stockholm              |
| 1923 | Patron Julius                            | Gösta Berlings saga Selma Lagerlöf                                       | Gunnar Klintberg             | Svenska teatern, Stockholm              |
| 1925 |                                          | Skuggan Dario Nicodemi                                                   | Nils Johannisson             | Svenska teatern, Stockholm              |
| 1925 | Amédé                                    | Herrn som kommer klockan 5 Maurice Hennequin och Pierre Veber            | Knut Nyblom Albert Ranft     | Svenska teatern, Stockholm              |
| 1925 |                                          | Alarmklockan Maurice Hennequin och Romain Coolus                         | Gunnar Klintberg             | Vasateatern                             |
| 1925 | Schreiner                                | Brinnande jord François de Curel                                         | Gunnar Klintberg             | Vasateatern                             |
| 1925 | Veder-Döparen                            | Det stora barndopet Oskar Braaten                                        | Pauline Brunius              | Vasateatern                             |
| 1926 | Bouquet                                  | Borgmästarinnan Maurice Hennequin och Pierre Veber                       | Albert Ranft                 | Vasateatern                             |
| 1926 | Portiern                                 | Dollar Hjalmar Bergman                                                   | John W. Brunius              | Oscarsteatern                           |
| 1926 | Alick Wylie                              | Vad varje kvinna vet J. M. Barrie                                        | Pauline Brunius              | Oscarsteatern                           |
| 1926 | Truls Ändafram                           | Svenska Sprätthöken Carl Gyllenborg                                      | Rune Carlsten                | Oscarsteatern                           |
| 1926 | Funtus i Furusund                        | Sanningens pärla Zacharias Topelius                                      | Rune Carlsten                | Oscarsteatern                           |
| 1926 | Jackson                                  | Han som får örfilarna Leonid Andrejev                                    | Gösta Ekman                  | Oscarsteatern                           |
| 1926 | En figur                                 | Moloch Erik Lindorm                                                      | John W. Brunius              | Oscarsteatern                           |
| 1926 | Hovmästaren Vagnmakaren Sankt Laurentius | Lycko-Pers resa August Strindberg                                        | Rune Carlsten                | Oscarsteatern                           |
| 1927 | Professor Turman                         | Geografi och kärlek Bjørnstjerne Bjørnson                                | John W. Brunius              | Oscarsteatern                           |
| 1927 | Kungen                                   | Pecks äventyr Kaja Widegren                                              | Rune Carlsten                | Oscarsteatern                           |
| 1927 | Gremio                                   | Så tuktas en argbigga William Shakespeare                                | Gösta Ekman Johannes Poulsen | Oscarsteatern                           |
| 1927 | Meïr                                     | Dibbuk - Mellan tvenne världar S. Ansky                                  | Robert Atkins                | Oscarsteatern                           |
| 1927 | Kellerman                                | Gamla Heidelberg Wilhelm Meyer-Förster                                   |                              | Oscarsteatern                           |
| 1928 | Elis Schröderheim                        | Gustaf III August Strindberg                                             | Rune Carlsten                | Oscarsteatern                           |
| 1928 |                                          | Daglannet Bjørnstjerne Bjørnson                                          | Pauline Brunius              | Oscarsteatern                           |
| 1928 | Careless                                 | Skandalskolan Richard Brinsley Sheridan                                  | Johannes Poulsen             | Oscarsteatern                           |
| 1928 | Joe                                      | Broadway Philip Dunning och George Abbott                                | Mauritz Stiller              | Oscarsteatern                           |
| 1928 | Isbæck                                   | Alexander den Store Gustav Esmann                                        |                              | Oscarsteatern                           |
| 1928 | Schlüter, konstapel                      | Hokus-Pokus Curt Goetz                                                   | Gösta Ekman                  | Oscarsteatern                           |
| 1928 |                                          | Julius Caesar William Shakespeare                                        | Rune Carlsten                | Oscarsteatern                           |
| 1929 | Portvakt Karlsson                        | Den svarta skjortan Herbert Grevenius                                    | Rune Carlsten                | Oscarsteatern                           |
| 1929 | von Schöldpadda                          | Kära släkten Gustav Esmann                                               | Rune Carlsten                | Oscarsteatern                           |
| 1929 | George Crawford                          | Så förtjusande människor Michael Arlen                                   | Einar Fröberg                | Blancheteatern                          |
| 1930 | Skoglund, portvakt                       | Krasch Erik Lindorm                                                      | Sigurd Wallén                | Folkteatern                             |
| 1931 | Severin, byggmästare                     | 33.333 Algot Sandberg                                                    | Sigurd Wallén                | Folkteatern                             |
| 1932 | Sotare Emil Svensson                     | Svensson Gustaf H. Lundberg                                              | Erik Berglund                | Folkteatern                             |
| 1933 | Direktör Gylling                         | Sverige är räddat Erik Lindorm                                           |                              | Folkteatern                             |
| 1933 |                                          | En kvinna med flax Brita von Horn                                        | Per-Axel Branner             | Folkteatern                             |
| 1934 | Trot                                     | En hederlig man Sigfrid Siwertz                                          | Alf Sjöberg                  | Dramaten                                |
| 1935 | Organisten                               | Kvartetten som sprängdes Birger Sjöberg                                  | Rune Carlsten                | Dramaten                                |
| 1936 | Karl Ludvig                              | Kvartetten som sprängdes Birger Sjöberg                                  | Rune Carlsten                | Dramaten                                |
| 1936 | Wilhelm Jaeger                           | Skolka skolan Stefan Bekeff och Adorjan Stella                           | Carlo Keil-Möller            | Vasateatern                             |
| 1937 | Phipps                                   | Kunglighet Robert E. Sherwood                                            | Harry Roeck-Hansen           | Blancheteatern                          |
| 1937 | Birger Meyer                             | Vår ära och vår makt Nordahl Grieg                                       | Alf Sjöberg                  | Dramaten                                |
| 1938 | Löparnisse                               | Värmlänningarna Fredrik August Dahlgren och Andreas Randel               | Ernst Eklund                 | Skansens friluftsteater                 |
| 1938 |                                          | Tolvskillingsoperan (Die Dreigroschenoper) Bertolt Brecht och Kurt Weill | Ernst Eklund                 | Oscarsteatern                           |
| 1940 | Poliskonstapeln                          | Grå gryning (Winterset) Maxwell Anderson                                 | Per-Axel Branner             | Nya Teatern                             |
| 1940 | Stephen Spettigue                        | Charleys tant Brandon Thomas                                             | Leif Amble-Naess             | Södra teatern, flyttad till Vasateatern |
| 1941 | Magister Blasius                         | Lek ej med kärleken (On ne badine pas avec l'amour) Alfred de Musset     | Per-Axel Branner             | Nya Teatern                             |
| 1941 | Allerts                                  | Christina August Strindberg                                              | Per-Axel Branner             | Nya Teatern                             |
| 1944 | Nick                                     | Livet är ju härligt William Saroyan                                      | Per Knutzon                  | Helsingborgs stadsteater                |
| 1947 | Doolittle                                | Pygmalion George Bernard Shaw                                            | John Westin                  | Riksteatern                             |
| 1948 | Lukas Luderkratta, stadsvakt             | De vises sten Pär Lagerkvist                                             | Alf Sjöberg                  | Dramaten                                |
| 1950 | Skolläraren                              | Brand Henrik Ibsen                                                       | Alf Sjöberg                  | Dramaten                                |
| 1950 | Måns Kruse                               | Ljungby horn Frans Hedberg                                               | Carl-Henrik Fant             | Dramaten                                |
| 1950 | Överkonstapeln                           | Tokiga grevinnan Jean Giraudoux                                          | Olof Molander                | Dramaten                                |
| 1950 | Stenbock                                 | Erik XIV August Strindberg                                               | Alf Sjöberg                  | Dramaten                                |
| 1951 |                                          | Ta hand om Amelie Georges Feydeau                                        | Hjördis Petterson            | Intiman                                 |
| 1953 | Rocket                                   | Dårskapens timme Anna Bonacci                                            | Per Gerhard                  | Vasateatern                             |
| 1954 | Babylas                                  | Kärlekens vals Georges Neveux                                            | Per Gerhard                  | Vasateatern                             |
| 1954 | Överste Purdy                            | Thehuset Augustimånen John Patrick                                       | Sandro Malmquist             | Riksteatern                             |